# Mạnh hơn công lý (tiểu thuyết)
Mạnh hơn công lý là tiểu thuyết trinh thám của Võ Khắc Nghiêm xuất bản lần đầu vào năm 2000. Với tác phẩm này và tiểu thuyết "Mảnh đời của Huệ", nhà văn Võ Khắc Nghiêm đã được trao tặng Giải thưởng Nhà nước - đợt 4 vào năm 2017.
"Mạnh hơn công lý" ban đầu là kịch bản sân khấu với tên gọi "Nhân danh công lý" do Doãn Hoàng Giang và Võ Khắc Nghiêm dàn dựng từ năm 1985. Tiểu thuyết này được nhà biên kịch Khuất Vân Huyền chuyển thể thành bộ phim dài tập cùng tên do Nguyễn Quang đạo diễn, phát sóng năm 2005.

## Xuất bản
- 2000[1]
- 2002 - Nhà xuất bản Công an nhân dân[5]